# Dendrobium potamophila
Dendrobium potamophila är en orkidéart som beskrevs av Rudolf Schlechter. Dendrobium potamophila ingår i släktet Dendrobium, och familjen orkidéer. Inga underarter finns listade i Catalogue of Life.